# Fritz Winter (Politiker, 1899)
Friedrich Winter (* 25. Dezember 1899 in Hamburg; † 1. Januar 1974) war ein deutscher Politiker (LDP) und ehemaliger Abgeordneter des Hessischen Landtags.
Fritz Winter war Landwirt und Müllermeister in Wolfhagen. Er war nach dem Zweiten Weltkrieg Mitgründer der FDP, die damals als LDP auftrat, und für diese vom 26. Februar 1946 bis 27. März 1946 Mitglied des ernannten Beratenden Landesausschusses. Er nahm nur an der Eröffnungssitzung teil. Nach seiner Abberufung wurde Otto Friedrich Kredel als Mitglied des beratenden Landesausschusses ernannt.